# Super Bowl III
O Super Bowl III foi o terceiro jogo do Campeonato Mundial da AFL-NFL no futebol americano profissional, e o primeiro a ostentar oficialmente o nome de marca registrada "Super Bowl". O jogo, jogado em 12 de janeiro de 1969, no Orange Bowl, em Miami, Flórida, é considerado uma das maiores surpresas da história do futebol americano. O campeão da American Football League (AFL), New York Jets, derrotou o campeão da National Football League (NFL), Baltimore Colts, por 16-7.
Esta foi a primeira vitória do Super Bowl para a AFL. Antes do jogo, a maioria dos escritores esportivos e fãs acreditavam que as equipes da AFL eram menos talentosas do que as da NFL, e esperavam que os Colts derrotassem os Jets por uma larga vantagem. Baltimore teve uma campanha de 13-1 na temporada de 1968 da NFL antes de derrotar o Cleveland Browns por 34-0 na Final da NFL. Os Jets terminaram a temporada de 1968 da AFL com uma campanha de 11-3 e derrotaram o Oakland Raiders por 27-23 na Final da AFL.
O quarterback dos Jets, Joe Namath, fez uma aparição três dias antes do Super Bowl no Miami Touchdown Club e garantiu uma vitória impetuosa. Sua equipe controlou a maior parte do jogo, construindo uma vantagem de 16-0 no quarto quarto com um  touchdown de Matt Snell e três field goals de Jim Turner. Earl Morrall, quarterback dos Colts, jogou três interceptações antes de ser substituído por Johnny Unitas, que levou Baltimore a seu único touchdown, durante os últimos minutos do jogo. Com a vitória, os Jets se tornou o primeiro time vencedor do Super Bowl a marcar apenas um touchdown. Namath, que completou 17 de 28 passes para 206 jardas, foi apontado como o MVP do Super Bowl, apesar de não ter feito um passe de touchdown no jogo e nenhum passe no quarto período.

## Antes do jogo
O jogo foi concedido a Miami em 14 de maio de 1968, nas reuniões de proprietários realizadas em Atlanta.

### Futebol americano profissional
A National Football League (NFL) dominou o futebol americano profissional desde suas origens após a Primeira Guerra Mundial. As ligas rivais desintegraram-se ou fundiram-se a ele e, quando a American Football League (AFL) começou a jogar em 1960, foi a quarta a desafiar a NFL. Ao contrário de seus homônimos anteriores, no entanto, a AFL foi capaz de ter recursos financeiros suficientes para sobreviver; Um fator disso foi tornar-se a primeira liga a assinar um contrato de televisão - anteriormente, franquias individuais haviam assinado acordos com redes para televisionar jogos. Temendo que as disputas por guerras sobre jogadores se tornassem a norma, aumentando muito os custos trabalhistas, os proprietários da NFL, ostensivamente liderados pelo comissário da liga, Pete Rozelle, obtiveram um acordo de fusão com a AFL que culminava com um jogo para definir o campeão e a integração das duas ligas em uma de uma maneira a ser acordada em uma data futura. Como as duas ligas tinham um número desigual de equipes (sob o novo acordo de fusão, a NFL expandiu em uma equipe para 16 e a AFL em uma para 10), o realinhamento foi defendido por alguns proprietários. Eventualmente, três times da NFL (Cleveland Browns, Pittsburgh Steelers e Baltimore Colts) concordaram em se mudar para as franquias originais da AFL no que se tornou a American Football Conference.
Apesar da fusão em curso, era comum a opinião de que a NFL era uma liga muito superior. Isso foi aparentemente confirmado pelos resultados dos dois primeiros Super Bowls em janeiro de 1967 e 1968, em que o campeão da NFL, Green Bay Packers, treinado pelo lendário Vince Lombardi, derrotou facilmente o Kansas City Chiefs e o Oakland Raiders. Embora divulgado como o jogo inter-liga, o apelido para este jogos entre as duas conferências agora (nacional e americana) começou a ter o apelido de "Super Bowl" aplicado pela mídia e mais tarde começou sendo contados usando algarismos romanos, a criação do termo sendo creditada ao fundador da AFL, Lamar Hunt.

### Baltimore Colts
O Baltimore Colts haviam vencido os campeonatos da NFL de 1958 e 1959 sob o comando do técnico Weeb Ewbank. Nos anos seguintes, no entanto, os Colts não conseguiram chegar aos playoffs e dispensaram o Ewbank depois de uma campanha de 7-7 em 1962. Ele logo foi contratado pela nova franquia da AFL de Nova York, que havia acabado de mudar seu nome de Titans para Jets. No lugar de Ewbank, Baltimore contratou um jovem treinador, Don Shula, que também se tornaria um dos maiores treinadores do esporte. Em 1968, Shula e os Colts foram considerados os favoritos para ganhar o campeonato da NFL novamente.
A busca de Baltimore pelo título parecia condenada desde o início, quando o quarterback Johnny Unitas sofreu uma lesão na pré-temporada e foi substituído por Earl Morrall, um veterano que teve uma carreira inconsistente ao longo de suas 12 temporadas com quatro equipes. Morrall iria ter o melhor ano de sua carreira, liderando a liga em rating (93,2) durante a temporada regular. Sua performance foi tão impressionante que o técnico dos Colts, Don Shula, decidiu manter Morrall no time titular, depois que o Unitas estava saudável o suficiente para jogar. Os Colts ganharam dez jogos seguidos e terminou a temporada com o melhor campanha da NFL, 13-1. Nesses dez jogos, eles permitiram apenas sete touchdowns. Os Colts se vingaram de sua única derrota na temporada regular contra o Cleveland Browns, esmagando-o por 34-0 na Final da NFL.
O ataque dos Colts ficou em segundo lugar na NFL em pontos marcados (402) com os destaques para os Wide receiver: Jimmy Orr (29 recepções, 743 jardas, 6 touchdowns) e Willie Richardson (37 recepções, 698 jardas, 8 touchdowns). O tight end John Mackey também registrou 45 recepções para 644 jardas e 5 touchdowns. O Running Back, Tom Matte, foi o maior corredor da equipe com 662 jardas e 9 touchdowns. Ele também pegou 25 passes para 275 jardas e outro touchdown. Os Running Back Terry Cole e Jerry Hill combinaram para 778 jardas e 236 jardas de recepção.
A defesa dos Colts liderou a NFL em pontos permitidos (144, empatando o então recorde de todos os tempos da liga), e ficou em terceiro lugar no total de jardas de corrida permitidas (1.339). Bubba Smith, um defensive end que foi considerado o melhor jogador contra o jogo corrido da NFL, ancorou a linha. O Linebacker Mike Curtis foi considerado um dos melhores linebackers da NFL. A secundária de Baltimore consistia nos Defensive back Bobby Boyd (8 interceptações), Rick Volk (6 interceptações), Lenny Lyles (5 interceptações) e Jerry Logan (3 interceptações). Os Colts eram a única equipe da NFL a jogar rotineiramente em uma defesa em zona, o que deu a eles uma vantagem na NFL porque os outros times eram inexperientes contra defesa em zona (isso não lhes daria uma vantagem sobre o New York Jets porque as defesas em zona eram comuns na AFL e os Jets sabiam como atacá-los).

### New York Jets
O New York Jets, liderado pelo treinador Weeb Ewbank (que era o técnico principal dos Colts nos títulos da NFL de 1958 e 1959), terminou a temporada com uma campanha de 11-3 na temporada regular.
Joe Namath, quarterback dos Jets, jogou para 3.147 jardas durante a temporada regular, mas completou apenas 49,2 por cento de seus passes, e jogou mais interceptações (17) do que os touchdowns (15). Ainda assim, ele liderou o ataque com eficiência suficiente para que eles terminassem a temporada regular com mais pontos totais marcados (419) do que Baltimore.
Os Jets tinham várias armas ofensivas que Namath usava. Don Maynard teve a melhor temporada de sua carreira, recebendo 57 passes para 1.297 jardas (uma média de 22,8 jardas por recepção) e 10 touchdowns. O wide receiver George Sauer Jr. registrou 66 recepções para 1.141 jardas e 3 touchdowns. O ataque terrestre dos Jets também foi efetivo. O Fullback Matt Snell foi o melhor corredor da equipe com 747 jardas e 6 touchdowns, enquanto o indescritível halfback Emerson Boozer contribuiu com 441 jardas e 5 touchdowns. Enquanto isso, o kicker Jim Turner fez 34 field goals e 43 pontos extras para um total combinado de 145 pontos.
A defesa dos Jets liderou a AFL em total de jardas permitidas (1.195). Gerry Philbin, Paul Rochester, John Elliott e Verlon Biggs ancoraram a linha defensiva. O núcleo de linebackers dos Jets foi liderado por Al Atkinson. A secundária foi liderada pelos Defensive back Johnny Sample, que teve 7 interceptações, e Jim Hudson, que registrou 5.
Vários dos jogadores dos Jets foram dispensados por equipes da NFL. Maynard tinha sido cortado pelo New York Giants depois que eles perderam a Final da NFL de 1958 para os Colts. "Eu mantive um pouco de amargura em mim", diz ele. Sample havia sido cortada pelos Colts. "Eu estava quase em um frenesi no momento em que o jogo chegou", diz ele. "Eu guardava um rancor privado contra os Colts. Eu estava realmente pronto para esse jogo. Todos nós estávamos." O Offensive tackle Winston Hill foi cortado cinco anos antes pelo Colts como novato no campo de treinamento. "Ordell Braase continuava me fazendo parecer horrivel nos treinos", diz ele.

### Pós-temporada
Os Colts avançaram para o Super Bowl com duas vitórias dominantes. Primeiro venceram facilmente o Minnesota Vikings por 24-14.
Então eles enfrentaram o Cleveland Browns, que o havia derrotado na semana 5 da temporada regular. Mas neste jogo, eles provaram não ser um desafio, já que o Baltimore os levou a apenas 173 jardas e só permitiu que eles cruzassem o meio-campo duas vezes em todo o jogo. Matte marcou três dos quatro touchdowns dso Colts quando o time venceu com facilidade, 34-0.
Enquanto isso, Nova York enfrentou a equipe do Oakland Raiders na Final da AFL depois de ter derrotado o Kansas City Chiefs por 41-6 uma semana antes, com o quarterback Daryle Lamonica jogando 5 touchdowns. A Final do campeonato foi duramente travado durante todo o percurso, com as duas equipes trocando pontuações em um ritmo relativamente uniforme. Os Jets acabaram ganhando o jogo por 16-7.

### Notícias Pré-Super Bowl
Após a vitória dos Jets na Final da AFL, Namath declarou ao jornalista esportivo do The New York Times, Dave Anderson: "Há cinco quarterbacks na AFL que são melhores que Morrall". Os cinco eram ele mesmo, seu reserva de 38 anos, Babe Parilli, Lamonica, John Hadl, do San Diego Chargers, e Bob Griese dos Dolphins. Namath acrescentou: "Você coloca Babe Parilli com Baltimore em vez de Morrall e Baltimore pode ser melhor. Babe joga melhor que Morrall."

#### Garantia de Namath
Apesar das realizações dos Jets, as equipes da AFL geralmente não eram consideradas como tendo o mesmo calibre de talento que as equipes da NFL. No entanto, três dias antes do jogo, Namath apareceu no Miami Touchdown Club e audaciosamente previu para o público: "Nós vamos ganhar o jogo. Eu garanto isso". Namath fez sua famosa "garantia" em resposta a um torcedor dos Colts que estava no clube e se gabava de que os Colts derrotariam facilmente os Jets. Namath disse que nunca teve a intenção de fazer tal previsão pública e não teria feito isso se não tivesse sido confrontado pelo torcedor. O jornalista esportivo Dave Anderson não achou que a observação fosse notável porque, ele lembrou, Namath havia dito coisas semelhantes durante a semana ("Eu sei que vamos ganhar" por exemplo). Os comentários de Namath e o desempenho subseqüente no jogo em si são um dos exemplos mais famosos no folclore da NFL.
Os campeões da AFL compartilharam os sentimentos confiantes de seu quarterback. De acordo com Matt Snell, todos os Jets, não apenas Namath, ficaram insultados e irritados por serem considerados azarões por 18 pontos. A maioria dos jogadores dos Jets considerou os Raiders, que eles venceram (27-23) na Final da AFL, um time melhor que os Colts. De fato, assistindo a filmes dos Colts e em preparação para o jogo, a equipe de treinadores dos Jets e os jogadores ofensivos notaram que seu ataque era particularmente adequada contra a defesa do Colts. Os esquemas defensivos dos Colts dependiam de ataques frequentes, que cobriam pontos fracos na cobertura de passes. Os Jets tiveram uma contingência automática para tais blitzes fazendo passes curtos. Depois de uma sessão de cinema na quarta-feira anterior ao jogo, ouviu-se que Pete Lammons, o  tight end dos Jets, disse: "Poxa, vamos parar de assistir a esses filmes. Vamos ficar confiantes demais".

## Televisão

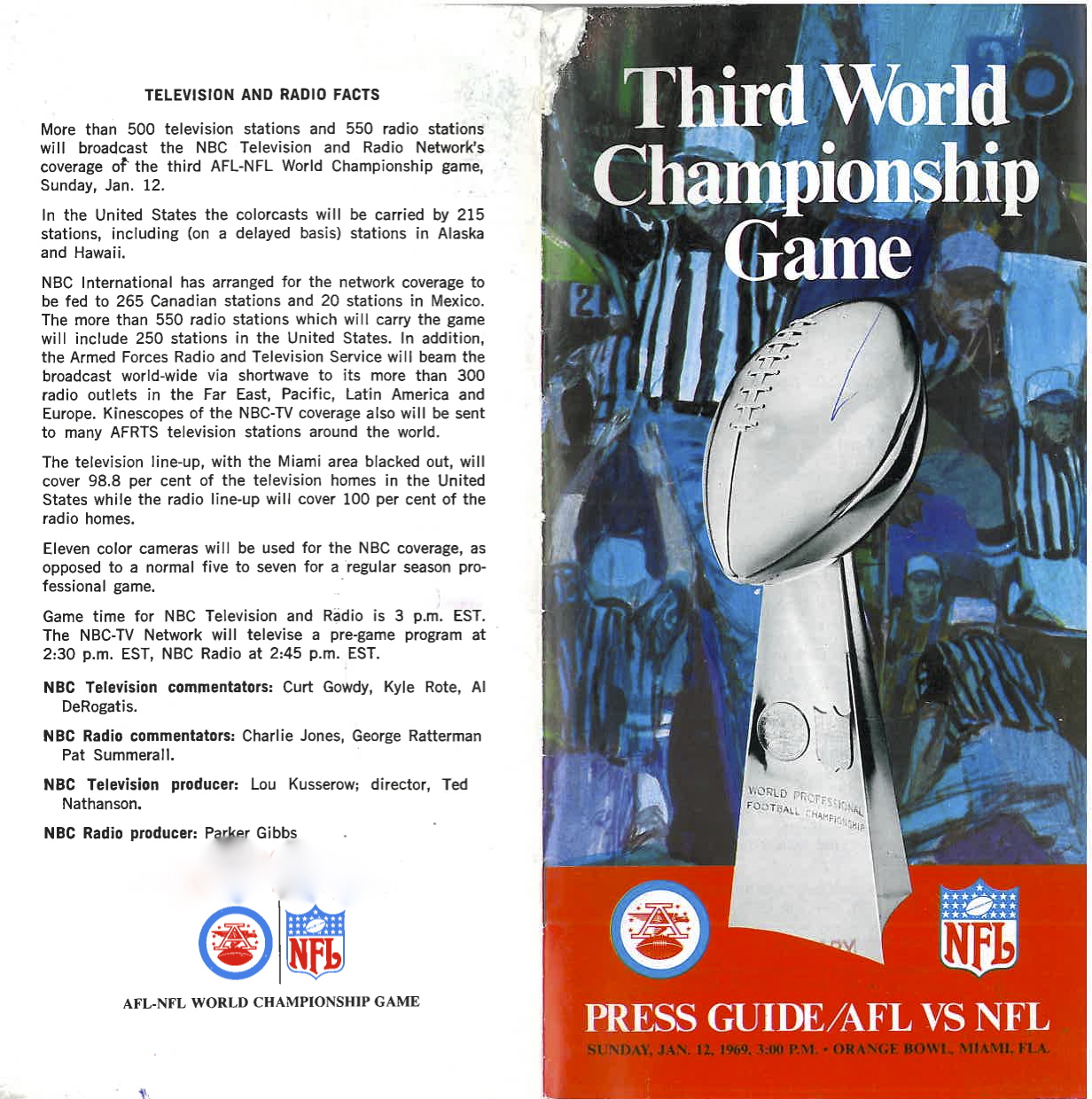
Guia do Super Bowl III

O jogo foi transmitido nos Estados Unidos pela NBC Sports - na época, ainda um "Serviço da NBC News" - com Curt Gowdy sendo o narrador sendo acompanhado pelos comentaristas Al DeRogatis e Kyle Rote. Em uma entrevista mais tarde feita com a NFL Films, Gowdy chamou o jogo de: "o mais mais memorável que ele já transmitiu por causa de sua importância histórica".
Acredita-se que este jogo seja o primeiro Super Bowl preservado em videoteipe em sua totalidade, exceto por uma parte do touchdown dos Colts no quarto quarto. A transmissão original da NBC foi ao ar como parte da série da NFL Network, Super Bowl Classics.

## Cerimônias e entretenimento
"Mr. Football" foi o título do programa pré-jogo, que contou com bandas que tocavam "Mr. Touchdown USA". enquanto as pessoas que caminhavam com bolas de futebol americano representando todas as equipes da NFL e da AFL, exceto Jets e Colts, desfilaram, após o qual artistas representando um jogador dos Jets e um dos Colts apareceram em cima de um grande bolo de fumaça.
Os astronautas da missão Apollo 8 (Frank Borman, Jim Lovell e William Anders), o primeiro voo tripulado ao redor da Lua, que retornou à Terra apenas 18 dias antes do jogo, lideraram o Juramento de bandeira. Lloyd Geisler, primeiro trompetista da Orquestra Sinfônica Nacional de Washington, apresentou o hino nacional. A banda da Florida A&M University se apresentou durante o show do intervalo.

## Resumo do jogo

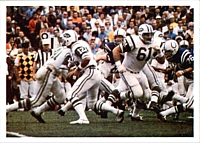
Namath (centro-esquerda) executando uma jogada nos Jets no Super Bowl III

Nova York entrou no jogo com sua principal ameaça, o wide receiver Don Maynard, jogando com uma lesão na coxa. Mas seu desempenho de 112 jardas e dois touchdown contra o Oakland Raiders na Final da AFL fez a defesa dos Colts prestar especial atenção a ele, não percebendo que ele estava machucado. Usando Maynard como um chamariz - ele não teve recepções no jogo - Joe Namath foi capaz de tirar proveito da cobertura individual sobre o wide receiver George Sauer Jr.
Os Jets tinham um plano de jogo conservador, enfatizando a corrida, bem como curtos passes para minimizar as interceptações. Enquanto isso, com a ajuda de muitas jogadas afortunadas, a defesa dos Jets impediu que o ataque dos Colts marcasse pontos na maior parte do jogo.
Namath lembrou que não ficou "absolutamente sério" até que, na linha lateral antes do jogo, viu Unitas. Os Jets, liderados pelos capitães Namath e Johnny Sample, e os Colts, liderados pelos capitães Preston Pearson, Unitas e Lyles, se encontraram no meio-campo onde o árbitro Tom Bell anunciou que os Jets haviam vencido o cara-ou-coroa e haviam escolhido receber a bola. O sorteio foi realizado uma hora antes do início, mas isso foi feito para o benefício dos espectadores.

### Primeiro quarto
Durante as primeiras jogadas do jogo, os Jets notaram a previsibilidade da defesa dos Colts com base em como os jogadores se alinhavam. Em vez de chamar jogadas no huddle, Namath geralmente dava formações ao seu time e operava a partir da linha de scrimmage. O Center John Schmitt lembrou que os Colts estavam "em estado de choque" e "isso os deixava loucos ... não importa o que [os Colts] fizessem, [Snell] corria para o outro lado".

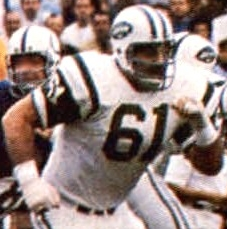
O Guard dos Jets, Bob Talamini, durante uma jogada no Super Bowl III

O kicker Lou Michaels tentou um field goal de de 27 jardas, mas a bola foi para a esquerda dos postes. "Você quase podia sentir o vapor saindo deles", disse Snell.
Os Jets não dependiam apenas de Snell; Namath disse "se eles estão indo para blitz, então vamos passar a bola". Shula disse que Namath "bateu em nossa blitz" com seu lançamento rápido, o que permitiu que ele largasse rapidamente a bola em um receptor. A defesa dos Colts estava mais preocupada com Maynard e o jogo de passes. Embora os Colts não soubessem da lesão de Maynard, os Jets estavam cientes de que Lyles tinha sido enfraquecido por amigdalite durante toda a semana, causando grande alegria quando viram o confronto de um contra um com Sauer.

### Segundo quarto
No começo do segundo quarto, Matt Snell correu 4 jardas para fazer o primeiro touchdown da partida e colocar os Jets em vantagem, 7-0, essa pontuação marcou a primeira vez na história que uma equipe da AFL liderou o placar no Super Bowl.
Na campanha seguinte, Michaels perdeu sua segunda tentativa de field goal, desta vez de 46 jardas. Na campanha seguinte dos Jets, o kicker Jim Turner também errou um field goal de 41 jardas.
Na última jogada do primeiro tempo, o receptor Jimmy Orr estava livre de marcação perto da end zone. No entanto, Morrall não conseguiu avistá-lo e, em vez disso, deu um passe para Jerry Hill, que foi interceptado pelo safety dos Jets, Jim Hudson, com o tempo expirando, mantendo a vantagem de 7-0 do Jets no intervalo. No início da temporada, contra o Atlanta Falcons, na mesma jogada, Morrall completou o mesmo passe para um touchdown de Orr, o alvo da jogada. "Eu era o principal receptor", disse Orr mais tarde. "Earl disse que simplesmente não me viu." "Sou apenas um jogador de linha, mas olhei para cima e vi Jimmy livre", acrescentou o certer, Bill Curry. Algumas pessoas especularam que Morrall não podia ver Orr porque a banda de Florida A & M (em uniformes azuis semelhantes aos Colts) estava se reunindo atrás da end zone para o show do intervalo.

### Terceiro quarto
O terceiro quarto pertenceu aos Jets, que controlaram a bola durante quase três minutos do período. Baltimore fez apenas sete jogadas ofensivas em todo o quarto, ganhando apenas 11 jardas. Matte sofreu um fumble na primeira jogada do segundo tempo, mais um evento desmoralizante, que foi recuperado pelo linebacker Ralph Baker na linha de 33 jardas dos Colts, levando ao field goal de 32 jardas de Turner para aumentar a vantagem do Jets, 10–0. Então, depois de forçar os Colts a ir para o punt novamente, Namath completou 4 passes para 40 jardas e Turner marcou outro field goal dessa vez de 30 jardas, 13–0. Naquela campanha, Namath saiu temporariamente do jogo depois de machucar seu polegar direito, e foi substituído pelo quarterback reserva Babe Parilli por algumas jogadas. Namath retornou no final do terceiro quarto, mas os Jets não tiveram um passe por todo o quarto período.
Matt Snell disse: "Nesta altura, os Colts estavam pressionando. Você viu a frustração e preocupação em todos os seus rostos." Após o segundo field goal de Turner, faltando quatro minutos para o fim do terceiro quarto, o técnico dos Colts, Don Shula, tirou Morrall do jogo e colocou Johnny Unitas para ver se ele poderia causar uma faísca no ataque de Baltimore.

### Quarto quarto
Ajudados por um passe de 39 jardas de Namath para Sauer, os Jets se dirigiram até a linha de 2 jardas dos Colts. A defesa de Baltimore não deixou eles fazerem o touchdown. Turner acertou seu terceiro field goal no início do período final, 16-0.
A incapacidade dos Colts de marcar fez Namath ficar tão confiante no quarto quarto, que disse a Ewbank que preferia esgotar o relógio em vez de jogar agressivamente. Namath não jogou nenhum passe no quarto. Na posse seguinte de Baltimore, eles conseguiram se dirigir até a linha de 25 jardas dos Jets. No entanto, Beverly terminou a campanha interceptando um passe de Unitas na end zone. Nova York, em seguida, se dirigiu para a linha de 35 jardas dos Colts mas acabou sem pontos depois de Turner errar uma tentativa de field goal de 42 jardas.
Unitas começou a próxima campanha com três passes incompletos, mas completou um passe de 17 jardas para Orr na quarta descida. Dez jogadas depois, auxiliado por três faltas dos Jets, Baltimore finalmente marcou um touchdown com Hill para reduzir seu déficit para 16-7, mas com apenas 3:19 sobrando no relógio. Os Colts então recuperaram um onside kick e se dirigiram para a linha de 19 jardas dos Jets com 3 passes consecutivos de Unitas, mas seus próximos 3 passes foram incompletos. Em vez de chutar um field goal e tentar outro onside kick (o que seria necessário no final), eles optaram por tentar a 4º descida, e o passe foi incompleto. Isso acabou com qualquer chance de virada de Baltimore, já que os Jets correram com a bola antes de serem forçados a puntear.

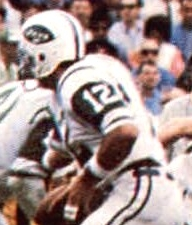
Namath ganhou o prêmio de MVP do Super Bowl III

Quando os Colts recuperaram a bola, restavam apenas 8 segundos no jogo. Os Colts tentaram mais dois passes antes do final do jogo. Matt Snell disse: "Deixando o campo, vi que os Colts estavam exaustos e em estado de choque. Não me lembro de nenhum deles vindo me parabenizar". Ao sair correndo do campo, Namath, numa demonstração espontânea de desafio, ergueu o dedo indicador, sinalizando "número um"; "a única vez que fiz isso na minha vida", ele disse.
Namath terminou o jogo completando 17 de seus 28 passes. Ele é o único quarterback a vencer o MVP do Super Bowl sem lançar um passe para touchdown. Snell correu por 121 jardas com um touchdown e pegou 4 passes para 40 jardas. Sauer pegou oito passes por 133 jardas. Beverly se tornou o primeiro jogador na história do Super Bowl a ter duas interceptações.
Morrall teve um jogo terrível - apenas 6 dos 17 passes completos para 71 jardas com 3 interceptações. Ao longo de 51 Super Bowls, ele teve o terceira pior rating na história do Super Bowl, com 9,3. Apesar de não ser colocado no jogo até o final do terceiro quarto, Unitas terminou com mais passes completados e mais jardas (110) do que Morrall, mas ele também teve uma interceptação. Matte foi o melhor corredor dos Colts, com 116 jardas em apenas 11 corridas, uma média de 10,5 jardas por corrida, e pegou 2 passes para 30 jardas.

### Box score
Super Bowl III: New York Jets 16, Baltimore Colts 7
|             | 1 | 2 | 3 | 4 | Total |
| ----------- | - | - | - | - | ----- |
| Jets (AFL)  | 0 | 7 | 6 | 3 | 16    |
| Colts (NFL) | 0 | 0 | 0 | 7 | 7     |

em Orange Bowl, Miami, Florida
- Data: 12 de Janeiro de 1969
- Tempo: 3:05 p.m. EST
- Temperatura: 23 °C, nublado, tempestuoso, 20% possibilidade de chuva[20]

| \| Quarto \| Tempo \| Campanha \| Campanha \| Campanha \| Time \| Informação \| Resultado \| Resultado \| \| Quarto \| Tempo \| Jogadas \| Jardas \| TDP \| Time \| Informação \| NYJ \| BAL \| \| ------------------------------------------ \| ------------------------------------------ \| ------------------------------------------ \| ------------------------------------------ \| ------------------------------------------ \| ------------------------------------------ \| ------------------------------------------------------------------------- \| --------- \| --------- \| \| 2 \| 9:03 \| 12 \| 80 \| 5:06 \| NYJ \| Corrida de 2 jardas para o touchdown de Matt Snell, Jim Turner faz o EP \| 7 \| 0 \| \| 3 \| 10:08 \| 8 \| 8 \| 4:17 \| NYJ \| Field goal de 32 jardas de Turner \| 10 \| 0 \| \| 3 \| 3:58 \| 10 \| 45 \| 4:06 \| NYJ \| Field goal de 30 jardas de Turner \| 13 \| 0 \| \| 4 \| 13:26 \| 7 \| 61 \| 3:58 \| NYJ \| Field goal de 9 jardas de Turner \| 16 \| 0 \| \| 4 \| 3:19 \| 14 \| 80 \| 3:15 \| BAL \| Corrida de 1 jardas para o touchdown de Jerry Hill, Lou Michaels faz o EP \| 16 \| 7 \| \| "TDP" = tempo de posse. "EP" = Extra Point \| "TDP" = tempo de posse. "EP" = Extra Point \| "TDP" = tempo de posse. "EP" = Extra Point \| "TDP" = tempo de posse. "EP" = Extra Point \| "TDP" = tempo de posse. "EP" = Extra Point \| "TDP" = tempo de posse. "EP" = Extra Point \| "TDP" = tempo de posse. "EP" = Extra Point \| 16 \| 7 \| |                                            |                                            |                                            |                                            |                                            |                                                                           |           |           |
| Quarto | Tempo                                      | Campanha                                   | Campanha                                   | Campanha                                   | Time                                       | Informação                                                                | Resultado | Resultado |
| Quarto | Tempo                                      | Jogadas                                    | Jardas                                     | TDP                                        | Time                                       | Informação                                                                | NYJ       | BAL       |
| 2 | 9:03                                       | 12                                         | 80                                         | 5:06                                       | NYJ                                        | Corrida de 2 jardas para o touchdown de Matt Snell, Jim Turner faz o EP   | 7         | 0         |
| 3 | 10:08                                      | 8                                          | 8                                          | 4:17                                       | NYJ                                        | Field goal de 32 jardas de Turner                                         | 10        | 0         |
| 3 | 3:58                                       | 10                                         | 45                                         | 4:06                                       | NYJ                                        | Field goal de 30 jardas de Turner                                         | 13        | 0         |
| 4 | 13:26                                      | 7                                          | 61                                         | 3:58                                       | NYJ                                        | Field goal de 9 jardas de Turner                                          | 16        | 0         |
| 4 | 3:19                                       | 14                                         | 80                                         | 3:15                                       | BAL                                        | Corrida de 1 jardas para o touchdown de Jerry Hill, Lou Michaels faz o EP | 16        | 7         |
| "TDP" = tempo de posse. "EP" = Extra Point | "TDP" = tempo de posse. "EP" = Extra Point | "TDP" = tempo de posse. "EP" = Extra Point | "TDP" = tempo de posse. "EP" = Extra Point | "TDP" = tempo de posse. "EP" = Extra Point | "TDP" = tempo de posse. "EP" = Extra Point | "TDP" = tempo de posse. "EP" = Extra Point                                | 16        | 7         |

## Entrevistas pós-jogo
Quando Sal Marchiano perguntou a Namath no vestiário se ele era o "rei da colina", Namath respondeu: "Não, não, nós somos o rei da colina. Temos a equipe, irmão". Morrall disse mais tarde: "Eu pensei que iríamos ganhar com folga. Nós só perdemos duas vezes em nossos últimos 30 jogos. Ainda não tenho certeza do que aconteceu naquele dia no Orange Bowl, ainda é difícil de explicar." Snell escreveu: "A imagem mais distinta que eu tenho de todo esse jogo é de Ordell Braase e alguns outros caras com um olhar desconcertado".
O defensive end dos Colts, Bubba Smith, afirmou mais tarde que o jogo foi manipulado pela NFL e pelo dono do Colts, Caroll Rosenbloom, o treinador Don Shula, o quarterback Earl Morrall, e vários outros jogadores fizeram parte da conspiração.

## Estatísticas

### Comparação
|                                   | New York Jets | Baltimore Colts |
| --------------------------------- | ------------- | --------------- |
| Primeira descida                  | 21            | 18              |
| Corridas para Primeira descida    | 10            | 7               |
| Passes para Primeira descida      | 10            | 9               |
| Faltas que deram Primeira descida | 1             | 2               |
| Eficiência em Terceira descida    | 8/18          | 4/12            |
| Eficiência em Quarta descida      | 0/0           | 1/2             |
| Jardas corridas                   | 142           | 143             |
| Tentativas de corridas            | 43            | 23              |
| Jardas por corrida                | 3.3           | 6.2             |
| Passes – Completos/Tentativa      | 17/29         | 17/41           |
| Vezes sacado-total de jardas      | 2–11          | 0–0             |
| Interceptações                    | 0             | 4               |
| Jardas passadas                   | 195           | 181             |
| Total de jardas                   | 337           | 324             |
| Punt returnados-total de jardas   | 1–0           | 4–34            |
| Kickoff returnado-total de jardas | 1–25          | 4–105           |
| Interceptações- total de jardas   | 4–9           | 0–0             |
| Punts-Jardas por punt             | 4–38.8        | 3–44.3          |
| Fumbles-Perdidos                  | 1–1           | 1–1             |
| Faltas-total de jardas            | 5–28          | 3–23            |
| Tempo de posse                    | 36:10         | 23:50           |
| Turnovers                         | 1             | 5               |

### Líderes individuais
| Jets passando a bola | Jets passando a bola | Jets passando a bola | Jets passando a bola | Jets passando a bola | Jets passando a bola |
|                      | C/Ten1               | Jardas               | TD                   | INT                  | Rating               |
| -------------------- | -------------------- | -------------------- | -------------------- | -------------------- | -------------------- |
| Joe Namath           | 17/28                | 206                  | 0                    | 0                    | 83.3                 |
| Babe Parilli         | 0/1                  | 0                    | 0                    | 0                    | 39.6                 |
| Jets correndo        |                      |                      |                      |                      |                      |
|                      | Cor2                 | Jardas               | TD                   | LG3                  | Jds/Cor              |
| Matt Snell           | 30                   | 121                  | 1                    | 12                   | 4.03                 |
| Emerson Boozer       | 10                   | 19                   | 0                    | 8                    | 1.90                 |
| Bill Mathis          | 3                    | 2                    | 0                    | 1                    | 0.67                 |
| Jets recebendo       |                      |                      |                      |                      |                      |
|                      | Rec4                 | Jardas               | TD                   | LG3                  | Alvos5               |
| George Sauer, Jr.    | 8                    | 133                  | 0                    | 39                   | 12                   |
| Matt Snell           | 4                    | 40                   | 0                    | 14                   | 5                    |
| Bill Mathis          | 3                    | 20                   | 0                    | 13                   | 3                    |
| Pete Lammons         | 2                    | 13                   | 0                    | 11                   | 3                    |
| Don Maynard          | 0                    | 0                    | 0                    | 0                    | 5                    |
| Bake Turner          | 0                    | 0                    | 0                    | 0                    | 1                    |

| Colts passando a bola | Colts passando a bola | Colts passando a bola | Colts passando a bola | Colts passando a bola | Colts passando a bola |
|                       | C/Ten1                | Jardas                | TD                    | INT                   | Rating                |
| --------------------- | --------------------- | --------------------- | --------------------- | --------------------- | --------------------- |
| Johnny Unitas         | 11/24                 | 110                   | 0                     | 1                     | 42.0                  |
| Earl Morrall          | 6/17                  | 71                    | 0                     | 3                     | 9.3                   |
| Colts correndo        |                       |                       |                       |                       |                       |
|                       | Cor2                  | Jardas                | TD                    | LG3                   | Jds/Cor               |
| Tom Matte             | 11                    | 116                   | 0                     | 58                    | 10.55                 |
| Jerry Hill            | 9                     | 29                    | 1                     | 12                    | 3.22                  |
| Johnny Unitas         | 1                     | 0                     | 0                     | 0                     | 0.00                  |
| Earl Morrall          | 2                     | –2                    | 0                     | 0                     | –1.00                 |
| Colts recebendo       |                       |                       |                       |                       |                       |
|                       | Rec4                  | Jardas                | TD                    | LG3                   | Alvos5                |
| Willie Richardson     | 6                     | 58                    | 0                     | 21                    | 15                    |
| Jimmy Orr             | 3                     | 42                    | 0                     | 17                    | 8                     |
| John Mackey           | 3                     | 35                    | 0                     | 19                    | 8                     |
| Tom Matte             | 2                     | 30                    | 0                     | 30                    | 3                     |
| Jerry Hill            | 2                     | 1                     | 0                     | 1                     | 4                     |
| Tom Mitchell          | 1                     | 15                    | 0                     | 15                    | 3                     |

1Completo/Tentativas 2Corridas 3Mais longo ganho de jardas 4Recepções 5alvos
Estatísticas fornecidas pela NFL.com

### Recordes
Os seguintes recordes foram definidos ou empatados no Super Bowl III, de acordo com o boxcore oficial da NFL.com e o resumo do jogo do Pro-Football-Reference.com. Alguns recordes precisam atender ao número mínimo de tentativas da NFL para serem reconhecidos. Os mínimos são mostrados (entre parênteses).
| Recordes de jogadores no Super Bowl III               | Recordes de jogadores no Super Bowl III | Recordes de jogadores no Super Bowl III |
| Recordes de passes                                    | Recordes de passes                      | Recordes de passes                      |
| ----------------------------------------------------- | --------------------------------------- | --------------------------------------- |
| Mais tentativas, sem interceptação, jogo              | 28                                      | Joe Namath                              |
| Mais interceptações, jogo                             | 3                                       | Earl Morrall                            |
| Mais interceptações, carreira                         | 3                                       | Earl Morrall                            |
| Recordes terrestres                                   |                                         |                                         |
| Mais jardas, jogo                                     | 121 yds                                 | Matt Snell                              |
| Mais jardas, carreira                                 | 121 yds                                 | Matt Snell                              |
| Mais tentativas, jogo                                 | 30                                      | Matt Snell                              |
| Mais tentativas, carreira                             | 30                                      | Matt Snell                              |
| Maior ganho médio, carreira (20 tentativas)           | 4.0 yds (121–30)                        | Matt Snell                              |
| Maior ganho médio, jogo (10 tentativas)               | 10.5 yds (116–11)                       | Tom Matte                               |
| Recordes recebendo a bola                             |                                         |                                         |
| Mais recepções, jogo                                  | 8                                       | George Sauer, Jr.                       |
| Recordes de jardas combinadas †                       |                                         |                                         |
| Mais tentativas, jogo                                 | 34                                      | Matt Snell                              |
| Mais tentativas, carreira                             | 34                                      | Matt Snell                              |
| Mais jardas ganha, jogo                               | 146 yds                                 | Tom Matte                               |
| Defesa                                                |                                         |                                         |
| Mais interceptações, jogo                             | 2                                       | Randy Beverly (NYJ)                     |
| Mais interceptações, carreira                         | 2                                       | Randy Beverly (NYJ)                     |
| Times especiais                                       |                                         |                                         |
| Mais jardas de retorno de punt, carreira              | 34 yds                                  | Timmy Brown (Bal)                       |
| Maior média de retorno de punt, jogo (3 retornos)     | 8.5 yds (4–34)                          | Timmy Brown (Bal)                       |
| Maior média de retorno de punt, carreira (4 retornos) | 8.5 yds (4–34)                          | Timmy Brown (Bal)                       |
| Mais field goals tentados, jogo                       | 5                                       | Jim Turner (NYJ)                        |
| Mais field goals tentados, carreira                   | 5                                       | Jim Turner (NYJ)                        |
| Jogadores com recordes empatados                      |                                         |                                         |
| Mais conclusões, jogo                                 | 17                                      | Joe Namath                              |
| Mais conclusões, carreira                             | 8                                       | George Sauer, Jr.                       |
| Mais fumbles, jogo                                    | 1                                       | Tom Matte George Sauer, Jr.             |
| Mais fumbles, carreira                                | 1                                       | Tom Matte George Sauer, Jr.             |
| Mais fumbles recuperados, jogo                        | 1                                       | Ron Porter (Bal) Ralph Baker (NYJ)      |

- † Esta categoria inclui corridas, recebimento, retornos de interceptação, retornos de punt, retornos de kickoff e retornos de fumble.
- ‡ Sacks é uma estatística oficial desde o Super Bowl XVII pela NFL. Sacks são listados como "tackled attempting to pass" na pontuação oficial da NFL para o Super Bowl III.[24]

## Juízes
- Juiz: Tom Bell (NFL) #7 Primeiro Super Bowl
- Árbitro: Walt Parker (AFL) #25 Primeiro Super Bowl
- Juiz de linha: George Murphy (NFL) #30 Primeiro Super Bowl
- Juiz de linha: Cal Lepore (AFL) #32 Primeiro Super Bowl
- Juiz do fundo: Jack Reader (AFL) #42 Segundo Super Bowl (I)
- Juiz de Campo: Joe Gonzales (NFL) #54 Primeiro Super Bowl

Nota: Um sistema de sete juízes não foi instituído até 1978.
Ao contrário dos dois primeiros Super Bowls, os juízes usavam seu uniforme padrão. A AFL mudou para o uniforme da NFL em 1968 em antecipação à fusão de 1970. Jack Reader tornou-se o primeiro juiz a trabalhar em dois Super Bowls. Ele era o único juiz a trabalhar em dois antes da fusão. Ele foi promovido a árbitro em 1969.

## Pós-Jogo
A temporada seguinte, 1969, seria a última antes da fusão da AFL-NFL. O Kansas City Chiefs da AFL derrotaria o Minnesota Vikings da NFL no Super Bowl IV. Essa vitória da AFL empatou a série de Super Bowl com a NFL em dois jogos antes de as duas ligas se fundirem em uma.
Como parte da fusão, os Colts foram uma das três equipes da NFL que se mudaram para a recém-formada AFC com os Jets e as outras equipes da AFL (os outros dois foram Cleveland Browns e Pittsburgh Steelers). Os ex-combatentes do Super Bowl III se tornaram rivais divisionais no leste da AFC até o realinhamento de 2002 ter mudado os Colts, que haviam se mudado para Indianápolis em 1984, para o novo AFC South. As equipes não se enfrentaram nos playoffs até a temporada de 2002. E estando na mesma conferência, eles não podem mais se encontrar em uma revanche do Super Bowl, a menos que a NFL mude radicalmente o alinhamento de sua conferência ou sua estrutura de playoff.
Os Jets nunca voltaram ao Super Bowl desde a fusão, chegando apenas ao AFC Championship Game nas temporadas de 1982, 1998, 2009 e 2010. Por outro lado, os Colts venceram o Super Bowl V (1970) e depois de se mudarem para Indianápolis venceram o Super Bowl XLI (2006) e perderam o Super Bowl XLIV (2009).
No entanto, equipes representando Baltimore e Nova York disputaram um Super Bowl desde a fusão: o Super Bowl XXXV entre o rival dos Jets (New York Giants) e o time substituto de Baltimore (Baltimore Ravens), com o Super Bowl sendo vencido por Baltimore.
Esta foi a primeira de três ocasiões em que uma equipe de Nova York derrotou uma de Baltimore na pós-temporada desde 1969, com os Knicks eliminando os Bullets nos playoffs da NBA e os Mets eliminando os Orioles na World Series sendo os outros dois.
Esta foi a última vitória na pós-temporada dos Jets até baterem o Cincinnati Bengals nos playoffs de 1982-83.